# Jacques Viau Renaud
Jacques Viau Renaud (Puerto Príncipe, 28 de julio de 1941 - Santo Domingo, 21 de junio de 1965) fue un poeta domínico-haitiano, nacido en Haití. Se unió a la causa constitucionalista  de los dominicanos durante la guerra civil del 1965.  

## Biografía
Su padre, Alfred Viau, fue un reconocido abogado que debido a sus inclinaciones políticas y al ambiente de intranquilidad que vivía en Haití, tuvo que exiliarse en República Dominicana en 1948. En la entonces Ciudad Trujillo tuvo que ejercer como profesor de francés.
Desde joven, Viau Renaud se interesó por la literatura. Luego de concluida la   Era de Trujillo en 1961, realizó una labor docente y se integró a los movimientos culturales de ese período. Participó activamente en la vida literaria dominicana de comienzos de los años sesenta, vinculándose a grupos como "Arte y Liberación" del pintor Silvano Lora.
Al estallar el conflicto bélico conocido como Guerra de abril de 1965, rebelión que propugnaba por el retorno al poder del derrocado presidente Juan Bosch, se unió decididamente a las fuerzas rebeldes, formando parte del comando B-3. Cayó herido el 15 de junio de 1965 por el estallido de un mortero disparado por las tropas de ocupación, muriendo el 21 de junio. Contaba apenas 23 años de edad.

## Obra
La poesía de Viau Renaud fue tempranamente recogida por su compañero de labores poéticas y revolucionarias Antonio Lockward Artiles en el libro "Nada permanece tanto como el llanto" (1965). 
En 1985, fue reeditada y ampliada por Lockward Artiles con el título "Jacques Viau, poeta de una isla y Madame Saga" (1985), y reeditado por Ediciones Cielonaranja como "Poesía completa".
En su poética se siente un gran aliento bíblico, con decires que van de lo whitmaniano hasta lo nerudiano. Le canta a una Isla dividida en dos países, donde él se siente igualmente parte de ambas. Es un canto al dolor, pero también a la esperanza.[cita requerida]